# Alain Escada
Pour l'entreprise, voir Escada.
Alain Escada, né le 16 mai 1970 à Bruxelles, est un militant belge national-catholique. Il préside depuis 2012 Civitas, une association catholique traditionaliste, qu'il oriente vers la politique en la transformant en parti. 
En août 2023, le ministre de l'Intérieur Gérald Darmanin engage la dissolution du mouvement Civitas après des propos antisémites de Pierre Hillard, invité de l'université d'été de Civitas. 
Cette dissolution est approuvée le 4 octobre 2023 par le Conseil des ministres.

## Biographie
Alain Escada commence sa carrière politique au sein de la mouvance nationale-catholique dès l'âge de 18 ans, collabore au journal d'extrême droite Le Cri du Citoyen de Francesco Catania. Rompant avec ce parti, il dirige la section jeunesse de Belgique-Europe-België, cartel électoral unitariste d'extrême droite créé en 1989, avant de fonder son propre groupe dissident appelé Unie. En dehors de ses activités militantes, Alain Escada exerce la profession de bouquiniste.
Conférencier occasionnel pour le Club du beffroi, qui se veut l'antenne belge du Club de l'horloge, Alain Escada fonde, après l'échec d’Unie, la publication Polémique-Info en 1995, une publication qui est alors le seul hebdomadaire d'extrême droite francophone en Belgique. On y retrouve l'ensemble des courants constituant l'extrême droite francophone de Belgique et des collaborateurs issus de la Nouvelle Droite néo-païenne, de la droite catholique intégriste, de l'« ultra droite » libérale et de mouvements néo-nazis, ainsi que d'anciens correspondants du Nouvel-Europe Magazine. Autour des années 2000, Polémique-Info s'est référé plusieurs fois à Henry Coston et aux périodiques Faits et Documents, Lectures Françaises et Lecture et Tradition.
En 1995, il adhère au Front nouveau de Belgique (FNB), une dissidence du Front national belge (FNB), dont il devient le porte-parole l'année suivante, avant d'en être exclu en 1997 à la suite des ennuis financiers de Polémique-Info. En 1999, sans succès, Alain Escada, présente aux élections régionales bruxelloises une liste électorale d'extrême droite sous le sigle ZUT. Soutenu financièrement par d'anciens membres du FNB, des cadres de la nouvelle droite et « certains nostalgiques du nouveau national socialisme », il poursuit néanmoins la publication de Polémique-Info jusqu'en 2002. En 2006, à la suite d'un conflit avec le site RésistanceS porté en justice, le tribunal la[Qui ?] condamne à un euro en réparation du préjudice causé pour violation de droits d'auteur, mais déboute l'action intentée par Alain Escada, bien que recevable, et condamne donc les demandeurs au principal aux dépens, indiquant qu’il existe « au sein de la revue Polémique-info des accointances fascistes incontestables, au sens le plus strict du terme ». Alain Escada a également collaboré à la rédaction du journal satirique Père Ubu. Il a aussi représenté en Belgique le journal Rivarol.
À cette période, sa carrière semble prendre un tournant et il déclare renoncer à son passé de militant d’extrême droite. Inspiré par des mouvements politiques chrétiens tels qu'exposés par certains travaux de la Fraternité sacerdotale Saint-Pie-X (FSSPX), Alain Escada investit l'association sans but lucratif (asbl) nationale-catholique Belgique et Chrétienté dont il prend la présidence, proposant un site internet, resté marginal mais aux accents notamment anti-islamiques. Avec cette structure, il organise ou prend part à différentes actions des milieux conservateurs et traditionalistes catholiques telles qu'une manifestation du 17 septembre 2005 contre l'adoption d'enfants par les couples homosexuels, une Journée européenne pour la Vie dont la seule édition s'est tenue à Bruxelles le 25 juillet 2006 ou encore l’European Family Pride, organisée par la mouvance pro-vie le 5 mai 2007.
Partageant ses activités militantes entre la Belgique et la France, il rejoint l'Institut Civitas, association militante française d'extrême droite, alors proche de la FSSPX, dont il devient secrétaire général en 2009. Sous son influence, l'institut Civitas gagne en notoriété, mais se politise, se radicalise et perd ses adhérents les plus modérés. Pour Libération, au milieu des années 2010, « Civitas ne mobilise plus que des marges » : « des gens sérieux qui représentaient quelque chose dans le microcosme tradi ont, sans claquer la porte, disparu pour laisser place à des troisièmes couteaux plus ou moins allumés ». C'est notamment le cas de l'amiral de Penfentenyo, fondateur de Civitas, qui abandonne la présidence de l'organisation en 2012, au profit d'Alain Escada.
En 2012-2013, Civitas s'engage contre le mariage homosexuel en France, disputant le terrain au collectif La Manif pour tous.
Courant 2016, Escada se rapproche à nouveau de l'extrême-droite, ce qui a pour effet de détacher de la FSSPX le mouvement Civitas, qu'il transforme en un parti politique,,. Fin 2016, Escada lance, avec François-Xavier Peron et Stefano Pistilli, la Coalition pour la vie et la famille, qui est reconnue début 2017 comme parti politique européen par instances européennes.
Avec Yvan Benedetti du parti nationaliste français et Clément Gautier de l'action française dissidente de Elie Hatem et Michel Fromentoux, il ambitionne de conquérir quelques villages aux municipales de 2026.
En août 2023, le ministre de l'Intérieur français Gérald Darmanin engage la dissolution de Civitas après des propos à teneur antisémites de Pierre Hillard, invité de l'université d'été de Civitas. Cette dissolution est approuvée le 4 octobre 2023 par le Conseil des ministres.
En septembre 2023, Alain Escada devient président-fondateur de Civitas international, une structure basée à Bruxelles dont l'objectif revendiqué est « de coordonner l'action des groupements Civitas dans les divers pays, de faire connaître les positions du groupement et de contrecarrer les contraintes injustes posées par des politiciens locaux ».

## Prises de position
Il prône la « remigration », c'est-à-dire le retour, forcé ou non, des immigrés non européens dans leur pays d'origine. En février 2023, Alain Escada a lancé un appel à se réunir à Saint-Brévin pour manifester contre le projet de centre d'accueil de demandeurs d'asile.
Il se définit comme catholique contre révolutionnaire.
Lors de la pandémie de Covid-19, il prend position contre les mesures sanitaires, qu'il qualifie de « religion covidiste », et appelle à la désobéissance civile massive.
Il organise une manifestation dans le but d'empêcher un concert dans une église, il explique qu'il faut « conserver les lieux de culte au culte ». Le chanteur Bilal Hassani est visé dans un discours d'Alain Escada et avait annulé un concert dans une basilique désacralisée.
Alain Escada réitère les commémorations annuelles sur la tombe de Philipe Pétain , avec son parti Civitas en danger de dissolution par Gérald Darmanin.
Le 17 septembre 2023, il co-organise une manifestation à Bruxelles pour protester contre le décret sur les cours d’éducation à la vie relationnelle, affective et sexuelle (EVRAS), prétendant que celui-ci ferait « plan mondial promu par l'OMS (Organisation mondiale de la santé) pour installer un nouvel ordre mondial sexuel pervertissant les enfants ». La manifestation rassemble catholiques intégristes, islamistes et complotistes,,.